# Anostraca
Los anostráceos (Anostraca, gr. "sin caparazón"), conocidos coloquialmente como camarones hada o camarones duende, son un orden de crustáceos branquiópodos, el único de la subclase Sarsostraca. Su representante más conocido es la Artemia salina, aunque debido al auge de la acuicultura, la especie que más se comercializa a nivel mundial es la Artemia franciscana. Su forma no ha cambiado desde el Jurásico,[cita requerida] y se consideran fósiles vivientes. Se los encuentra en charcos y lagunas, generalmente salinas, temporales. 

## Características
Se diferencian de otros branquiópodos por no presentar exoesqueleto (cutícula rígida) ni ninguna otra estructura protectora. Tienen ojos pedunculados.

## Historia natural
Nadan orientando la superficie ventral hacia la luz. Se alimentan por filtración, de pequeños organismos planctónicos (microplancton) y de materia orgánica. 
Tienen un gran dimorfismo sexual. Los machos presentan antenas grandes, en forma de pinzas, que utilizan para sujetar a las hembras en el momento de la cópula. Las hembras, durante la época de reproducción, presentan un ovisaco claramente visible.

## Taxonomía
Los anostráceos incluyen siete familias:
- Familia Artemiidae Grochowski, 1896
- Familia Branchinectidae Daday, 1910
- Familia Branchipodidae Simon, 1886
- Familia Chirocephalidae Daday, 1910
- Familia Polyartemiidae Simon, 1886
- Familia Streptocephalidae Daday, 1910
- Familia Thamnocephalidae Simon, 1886